# Phyllostachys dulcis
Phyllostachys dulcis är en gräsart som beskrevs av Mcclure. Phyllostachys dulcis ingår i släktet Phyllostachys och familjen gräs. Inga underarter finns listade i Catalogue of Life.